# Wyndham Halswelle
Wyndham Halswelle (Londres, 30 de maio de 1882 - Neuve-Chapelle, 31 de março de 1915) foi um atleta britânico, vencedor dos 400 m rasos nos Jogos Olímpicos de 1908, em Londres, e o único atleta a conquistar uma medalha de ouro por desistência dos demais concorrentes.
Halswelle teve uma brilhante carreira como atleta no colégio secundário e na Real Academia Militar de Sandhurst, onde fez o curso de oficiais, antes de ser designado para um regimento do Exército Britânico enviado para a África do Sul, durante a Segunda Guerra dos Boers, em 1902. Quando ele retornou à Edimburgo, em 1904, foi convencido por um oficial superior, técnico e ex-atleta que notou seu talento, a se dedicar com afinco ao atletismo.
Campeão no exército e em torneios amadores pelo Reino Unido, ele foi aos Jogos não-oficiais de Atenas em 1906, e conquistou uma medalha de prata nos 400 m e um bronze nos 800 m.

## Campeão olímpico solitário
Em Londres 1908, ele foi o campeão da mais controversa prova de atletismo da história dos Jogos Olímpicos. Halswelle foi à final dos 400 metros com o melhor tempo das eliminatórias, um recorde olímpico de 48,4 s, numa época em que esta prova ainda não era disputada em raias individuais e os competidores eram avisados pelos juízes contra empurrões e bloqueios. A final seria disputada por ele e mais três norte-americanos.
Na reta de chegada, Halswelle foi bloqueado por mais de 30 metros e forçado a pisar na grama ao lado da pista por um dos adversários, John Carpenter, tentando ultrapassá-lo. Um dos fiscais então assinalou falta e a fita de chegada foi retirada do lugar. Depois de uma hora de deliberação, a corrida foi anulada e Carpenter desclassificado. Como as regras nos Estados Unidos não previam isso e os demais americanos corriam por elas, os outros dois participantes se recusaram a participar da re-largada marcada para dois dias depois e em raias pré-estabelecidas. Halswelle, constrangido, fez o percurso sozinho e ganhou a medalha de ouro com 50,2 s. Como resultado da controvérsia, a partir de Estocolmo 1912 as provas de 400 metros rasos passaram a ser corridas em raias e a International Amateur Athletic Federation (IAAF) foi fundada para regular de maneira global o esporte.

## Morte em combate
O episódio que envolveu sua medalha deixou Wyndham amargo com relação ao atletismo e no mesmo ano ele o abandonou, apoiado por seus oficiais superiores que achavam que ele estava sendo explorado. Oficial combatente na Primeira Guerra Mundial como capitão, ele foi morto por um franco-atirador em março de 1915 durante a Batalha de Neuve Chapelle, na França. Foi enterrado sob uma singela cruz de madeira com seu nome escrito nela em carvão vegetal.